# Mitsubishi A7M
Le Mitsubishi A7M est un chasseur-bombardier embarqué commandé par la Marine impériale japonaise.
Son nom de code était Reppu pour les Japonais.

## Caractéristiques
Ses caractéristiques ont été envisagées par Jirō Horikoshi dès 1940, lorsque le A6M Zéro fut mis en service actif.
À la fin de 1940, juste après que l'A6M eut commencé à entrer dans sa phase de production, la marine a demandé à Mitsubishi de commencer le développement d'un successeur direct d'ici 1941. Mais, les moteurs compacts à haute puissance étaient rares et l'équipe de développement était déjà très occupée avec le développement de l'A6M2 Mod.21 et celui du J2M. En consequence Mitsubishi a décidé d'abandonner le projet.
En 1942, alors que le développement des A6M3 Mod.32 et J2M2 Mod.11 était terminé, la marine ordonna une fois de plus à Mitsubishi et à son équipe de concevoir un successeur direct qui serait plus rapide et aussi agile que le Zero.  Comme précédemment, les moteurs qui conviendraient à l'avion étaient encore en développement et l'équipe a dû commencer à concevoir un avion tout en devant attendre un moteur opérationnel.
À la fin du développement de la plate-forme A7M, la dernière pièce maîtresse du développement et principal handicap de l'A7M étant le moteur, cela conduit le premier prototype à utiliser le Nakajima NK9 "Homare". Cet avion singulier serait le premier A7M et deviendrait respectivement l' A7M1 et un vol d'essai est effectué le 6 mai 1944.
Alors que la charge alaire était acceptable de 150 kg/m2, la maniabilité était excellente, mais l'avion était sous-motorisé et ne pouvait pas répondre aux exigences de vitesse recherchées par la Marine et le projet s'est soldé par une annulation décevante.
Mais, comme Mitsubishi avait déjà obtenu le feu vert pour utiliser au préalable le moteur maison MK9, le projet a suscité une fois de plus l'intérêt de la Marine avec l'A7M2.
Ce profil correspond mieux aux appareils produits par les États-Unis dès mi-1942 et censés s'opposer au Zéro.
La spécification de la Marine impériale date pour autant de 1942. La caractéristique principale de ce projet fut similaire à celle du Messerschmitt Me 262 : des retards accumulés et des modifications de spécifications incessantes.

### Aéronefs comparables
- Grumman Hellcat
- Grumman Bearcat
- Hawker Sea Fury
- Nakajima Ki-84
- Republic P-47 Thunderbolt
- Vought F4U Corsair